# Karkarčaj
Karkarčaj ili Karkar (armenski: Կարկառ, azerski: Qarqarçay, Ruski jezik: Каркарчай, Каркар) je rijeka u Azerbajdžanu. Duga je 115 km. Površina porječja iznosi 1490 km2. Izvire na Karabaškom visočju na visini od 2080 metara, a ulijeva se u rijeku Kuru kao desna pritoka na visini od 190 metara.

## Galerija
- Kanjon rijeke Karkarčaj
- Prirodno stvoreni "kišobrani"

## Vanjske poveznice
|  | Zajednički poslužitelj ima još gradiva o temi Karkarčaj |